# 人類起源論
人類起源的論點，在演化論發表以前人們多數認同自然發生論或創造論，而目前主流學界的看法認為，人類及所有的動物都是演化而來的。創造論及自然發生論則為一部分宗教或民間其他人士所相信。

## 演化論
演化論是查尔斯·达尔文首先提出并逐渐发展起来的一种理论，该理论认为人类是起源于类人猿，人类是从灵长类经过漫长的演化过程一步一步发展而来。通過近两百年的各种科學驗證，这一假說已经成為了理论，它得到了絕大多數生物學家、地質學家、人類學家及考古学家的支持，但同时这一理论至今仍然受部分基督教信仰者的反对。
演化論受一般大眾、學者、開明宗教人士以及科學界支持，絕大多數的科學社群和學術團體，都認為演化論是唯一能完全滿足在生物學、古生物學、分子生物學、遺傳學、人類學及其他各領域中所觀察到的現象的理論。一項在1991年所作的蓋洛普民調顯示，只有大約5%的科學家（包括生物學領域以外的其他科學家）認為自己是創造論者。截至目前為止，沒有任何反對演化論且經過科學方面同行審查的論文，名列科學與醫學期刊搜尋引擎PubMed當中。

## 已經無效的理論

### 自然發生論
又稱無生源論，或簡稱自生論，認為生物是直接由死物或無生命物質而自然產生出來的，例如腐肉生蛆、腐草化螢、泥沙生青蛙等。
包含古希臘、古埃及、古中國在內的古代社會普遍相信此說法，如古希臘自然哲學家亞里斯多德認為魚類由淤泥和沙礫發育而成；古中國文獻亦有《荀子·勸學》：「肉腐出蟲，魚枯生蠹。」、蘇軾〈范增論〉：「物必先腐也，而後蟲生之。」
17世紀化學家兼醫師揚·巴普蒂斯塔·范·海爾蒙特曾做觀察，將髒衣服和小麥放進罐子裡，經過21天後，在裡面發現老鼠。這在當時被當作自然發生論的佐證。
直到1668年，義大利醫師弗朗切斯科·雷迪以更周全的科學方法實驗將其推翻。並且又於1860年由巴斯德充分證明了無生源論的謬誤，在學術界徹底否定了自然發生說。

## 非科學理論

### 創造論
神创论认为宇宙起源、生命起源、人类出现等都由神或某种超自然的力量所创造及設計，它是一種神話傳說，而非科學理論，現代科學也無從證實之。多個宗教均有提出創造論，其中一說是基督教的《圣经》当中的描述：人类是由神照着自己的形像所造而产生的。

### 外星生物創造論
外星生物創造論是一種假說，並沒有通過科學方法驗證。認為人類在史前時代是由古代太空人所創造的。

### 光音天降世說
根據一些佛教經典的講法，人類及其他欲界有情眾生，並非由任何神明所創造的，而是在劫初時，從光音天降生欲界的；而大梵天王則是最先從光音天降生的，而很多有情眾生因而以為大梵天王是創世主，大梵天王也因此有著極大的我慢。一些佛教人士也因此認為演化論和創造論都是錯的。